# 스페이스☆댄디
스페이스☆댄디(일본어: スペース☆ダンディ, Space Dandy)는 본즈 (기업)가 제작한 2014년 일본 만화 SF 애니메이션 TV 시리즈이다. 이 시리즈는 "우주의 멋진 남자"인 외계인 사냥꾼 댄디가 그의 로봇 조수 QT와 고양이 같은 친구 미우와 함께 발견되지 않은 희귀한 외계인을 찾는 불행한 모험을 따르다.
애니메이션은 북미의 퍼니메이션, 호주의 매드맨 엔터테인먼트 및 영국의 애니메 리미티드에서 라이선스를 받았다. 이 시리즈는 2014년 1월 4일 오후 11시 30분에 미국에서 처음 방영되었다. 어덜트 스윔의 투나미 프로그래밍 블록에 대한 ET/PT. 이 시리즈는 일본에서 오후 11시에 도쿄 메트로폴리탄 텔레비전에서 방영되기 시작했다. 2014년 1월 5일 JST에 이어 TV 오사카, TV 아이치, BS 후지, AT-X가 방송되었다. 이 시리즈는 애니맥스 아시아를 통해 일본과 동시에 동남아시아에서 동시 방송된다. 이 시리즈는 2015년 10월 3일부터 호주 SBS 2를 통해 방송되었다. 소니가 크런치롤을 인수한 후 이 시리즈는 크런치롤로 이전되었다.
만화 각색판은 2013년 12월 20일부터 2014년 10월 3일까지 스퀘어 에닉스의 영간간 잡지에 게재되었다. 이 만화는 옌 프레스에서 영어로 라이선스를 받았다. 첫 번째 시즌은 2014년 1월부터 3월까지 방영되었고, 두 번째 시즌은 2014년 7월부터 9월까지 방영되었다.